# Corydalis humosa
Corydalis humosa là một loài thực vật có hoa trong họ Anh túc. Loài này được Migo mô tả khoa học đầu tiên năm 1939.